# Крістоф Ґрубер
Крістоф Ґрубер (нім. Christoph Gruber; нар. 25 березня 1976) — австрійський гірськолижник, переможець Чемпіонату світу з гірськолижного спорту серед юніорів.

## Кар'єра

### Виступи на Олімпіадах
| Олімпіада           | Дисципліна              | Місце |
| ------------------- | ----------------------- | ----- |
| Солт-Лейк-Сіті 2002 | супергігантський слалом | 7     |
| Солт-Лейк-Сіті 2002 | швидкісний спуск        | 20    |
| Солт-Лейк-Сіті 2002 | гігантський слалом      | 5     |
| Турин 2006          | гігантський слалом      | 19    |

### Виступи на Чемпіонатах світу
| Рік  | Чемпіонат               | Дисципліна              | Місце |
| ---- | ----------------------- | ----------------------- | ----- |
| 2001 | Санкт-Антон-ам-Арльберг | супергігантський слалом | 19    |
| 2001 | Санкт-Антон-ам-Арльберг | гігантський слалом      | 12    |
| 2003 | Санкт-Моріц             | супергігантський слалом | 14    |
| 2007 | Оре                     | супергігантський слалом | 4     |

## Зовнішні посилання
- Офіційна сторінка [Архівовано 31 грудня 2021 у Wayback Machine.] (нім.)
- Крістоф Ґрубер [Архівовано 2 лютого 2022 у Wayback Machine.] «Міжнародна федерація лижного спорту»(англ.)
- Крістоф Ґрубер на Olympedia.org (англ.)